# Мананников, Алексей Петрович
Мананников Алексей Петрович (род. 18 января 1956 года, Новосибирск) — политик и правозащитник, народный депутат РСФСР (1990—1993), депутат Совета Федерации Федерального Собрания РФ первого созыва (1993—1995).

## Биография
Родился 18 января 1956 года в Новосибирске. Окончил экономический факультет Новосибирского государственного университета в 1978 г. В 1978—1980 преподаватель кафедры политэкономии НИИЖТа (ныне СГУПС). 1980—1982 — аспирант и преподаватель кафедры политэкономии Московского Института Управления (МИУ). 4 марта 1982 г. был арестован и помещен в СИЗО «Лефортово». Осужден на три года лишения свободы за высказывания в поддержку «Солидарности» и критику подавления рабочего движения со стороны государства по ст.190-1 УК РСФСР «распространение заведомо ложных измышлений, порочащих советский государственный и общественный строй». Отбывал срок в ИТК Архангельской и Новосибирской областей. 1987—1990 — сотрудничал с журналом «Гласность», был основателем и редактором Сибирского независимого информационного агентства (СибИА), корреспондентом Радио «Свобода».
С 2021 года  проживает на территории Таиланда.

## Политическая деятельность
18 марта 1990 года избран народным депутатом РСФСР по 57-му национально-территориальному округу, включавшему в себя всю территорию г. Новосибирска. Предвыборная программа включала тезисы о необходимости деколонизации Сибири. Работал на постоянной основе в Комитете Верховного Совета по вопросам экономической реформы и собственности, входил в депутатскую группу «Демократическая Россия», фракцию «Радикальные демократы» и «Коалицию реформ»; в 1991 г. возглавил областную организацию движения «Демократическая Россия», с февраля 1994 г. — член Координационного совета ДР.
12 декабря 1993 года Мананников был избран депутатом Совета Федерации РФ от Новосибирской области, являлся заместителем председателя Комитета по международным делам, членом Мандатной комиссии. В декабре 1995 г. участвовал в выборах главы администрации Новосибирской области.

## Общественная деятельность
Является основателем и руководителем Новосибирского правозащитного фонда «Вена-89», членом Координационного совета Новосибирского общества «Мемориал», членом «НТС». В 1993 г. выступал с критикой президентского проекта Конституции РФ. Был одним из инициаторов выдвижения кандидатуры М. С. Горбачёва на президентские выборы 1996 г. и доверенным лицом кандидата.

## Судебные преследования
- 25 декабря 2005 года в г. Кемерово возбуждено уголовное дело по ч.3 ст. 159 УК РФ.По этому делу следственная группа из сотрудников милиции и ФСБ трижды проводила у Мананникова обыски в 2006 году[8][9][10]. Дело прекращено за отсутствием события преступления в ноябре 2011 года[11].
- 6 марта 2006 года в г. Новосибирске возбуждено уголовное дело по ч.4 ст. 159 УК РФ. Дело прекращено за отсутствием события преступления в феврале 2011 года. И кемеровское, и новосибирское дело были возбуждены по доносу бывшего сотрудника прокуратуры — Сергея Руденко, к тому времени уже несколько лет проживавшего в Новой Зеландии[12][13].
- 14 апреля 2006 года в г. Новосибирске возбуждено уголовное дело по ст. 319 УК РФ[14]. По этому делу А. П. Мананников находился под подпиской о невыезде из Новосибирска (трижды объявлялся в розыск) с мая 2006 до июля 2009 года. Обвинительный приговор с освобождением от наказания за истечением срока давности вступил в силу 24 сентября 2010 года[15][16].
- 10 июля 2006 года в г. Кемерово возбуждено уголовное дело по ч.2 ст.171 УК РФ.Объединено с кемеровским делом по ч.3 ст. 159 УК РФ. Дело прекращено за отсутствием события преступления в ноябре 2011 года.
- 1 октября 2010 года в г. Новосибирске возбуждено уголовное дело по ст. ст. 297 и 298 УК РФ[17][18][19][20]. Незаконно помещался на психиатрическую экспертизу, но был освобожден под давлением общественности и Независимой ассоциации психиатров России[21]. Находился под подпиской о невыезде из Новосибирска с октября 2010 по февраль 2013 года. Неоднократно объявлялся в розыск[22]. Дело слушалось в закрытом заседании. Обвинительный приговор с освобождением от наказания за истечением срока давности вступил в силу 6 февраля 2013 года[23].

## Интересные факты
- В 1992 году руководил рабочей группой и продвигал в Верховном Совете РФ закон «О защите прав потребителей»[24].
- 22 декабря 1995 года, накануне второго тура губернаторских выборов в Новосибирской области, захватил новосибирское телевидение[25].
- В октябре 2007 года вышел на митинг, организованный властями в поддержку Путина, с плакатом «Путин лучше Гитлера»[26].
- В августе 2008 года, во время войны в Грузии, Мананников был одним из подписантов письма группы правозащитников, призвавших мировое сообщество осудить действия России против Грузии и требовавших исключения России из состава «Большой восьмерки»[27].
- В декабре 2008 года обратился к депутатам Новосибирского областного законодательного собрания с предложением проголосовать против изменений Конституции, увеличивающих срок полномочий президента РФ с 4-х до шести лет, а депутатов Государственной Думы до пяти лет[28][29].
- 9 апреля (в годовщину тбилисских событий 1989 года) с 2009 по 2012 год проводил на новосибирской площади Ленина пикеты солидарности с народом Грузии, пострадавшим от российской агрессии[30][31][32].
- 13 февраля 2013 года по кассационной жалобе Мананникова Верховный Суд РФ вынес определение, из которого следует, что оскорбление судьи в интернете невозможно: в интернете нет судебных заседаний. А вот чиновников, к которым относятся и федеральные судьи, можно оскорбить и записью в интернет-дневнике[33][34].
- 22 августа 2014 года был организатором и участником пикета в поддержку независимости и территориальной целостности Украины рядом с Генеральным консульством Украины в Новосибирске[35].
- 21 сентября 2014 года участвовал в пикете солидарности с московским «Маршем мира». Подвергся нападению «православных» активистов, за что и был задержан полицией[36][37][38].
- Автор доноса, послужившего основанием для ареста Мананникова в 1982 году, с лета 2015 года служит советником губернатора Красноярского края В. А. Толоконского[39].